# Rearsby
Rearsby – wieś w Anglii, w hrabstwie Leicestershire, w dystrykcie Charnwood. Leży 13 km na północny wschód od miasta Leicester i 149 km na północny zachód od Londynu.